# Karleskogel
Der Karleskogel (3107 m ü. A.) ist ein Gipfel des Weißkamms, eines Gebirgszuges der Ötztaler Alpen. Er ist von Norden her gesehen einer der „vordersten“ Berge dieses Kammes und liegt in der Nähe des Abzweigungspunktes des Geigenkammes. Sein Nordgrat zieht direkt hinab zum Pitztaler Jöchl, einem wichtigen Übergang vom Ötztal ins Pitztal. Er gilt unter Bergsteigern als der 'Hüttenberg' der Braunschweiger Hütte (daher der Spitzname Hüttenwandl) und wird von dieser Hütte aus oft bestiegen, vor allem im Verlaufe von Kletterkursen. Sein ungemein schroffer Grat ist mit zahlreichen Türmen versehen und zieht nach Süden zum Rettenbachjoch weiter.

In alter Zeit hieß der Berg auch Rettenbachfernerkogel.

## Besteigungsgeschichte
Am 23. August 1890 brach Ludwig Purtscheller um etwa 4 Uhr 30 Ortszeit von Sölden im Ötztal auf. Er stieg auf dem zuerst steilen, dann sanfter ansteigenden Weg durch das Rettenbachtal aufwärts. Am Talschluss wandte sich Purtscheller nach NW, dann nach Westen in Richtung des nördlichen Armes des Rettenbachferners, unterhalb des Pitztaler Jöchls. Dort wandte er sich nach SW und erstieg die dortigen sehr steilen Firnhänge, wo auch der Linke Fernerkogel sichtbar wurde. Den Gipfel erreichte er nach kurzer, aber schwieriger Kletterei gegen 9 Uhr 15. Den Abstieg vollzog er auf demselben Wege.

## Routen
- Normalweg (von Norden): Von der Braunschweiger Hütte auf dem markierten Steig zum Pitztaler Jöchl. Aus dem Ötztal durch das Rettenbachtal über den Rettenbachferner ebenfalls zum Pitztaler Jöchl. Nun südwärts über den rasch aufsteilenden Bergrücken neben einem Firnfeld empor. Entweder quert man nach Osten hinüber und ersteigt die Kante der Firnhochfläche über das steile Firnfeld weiter links (Vorsicht Hangspalte) oder man steigt leicht links der Gratkante über äußerst steile blockige Felsen gerade empor und gewinnt die Hochfläche dort (II). Über das breite, nach Osten abfallende Firnfeld in Richtung des steil emporragenden Gipfelaufbaus. Völlig schneefrei quert man das Feld direkt links des blockigen Grates. Am südlichen Ende der Hochfläche auf schmalen Felsbändern und Leisten schräg hinab bis direkt unter den von großen Blöcken gebildeten Gipfelaufbau. Man wechselt in eine in Richtung Grat emporziehende Schuttrinne und steigt ein Stück in ihr empor, bis steile, blockige Felsen zur Linken das Höherklettern ermöglichen. Steil im Fels empor in Richtung Grat, bis vor den scharfen Gratturm (II). Rechts auf einem schmalen Felsband am Turm vorbei bis neben den Gipfelblock. In einer schmalen Nische die letzten Meter empor zum Gipfel mit Stange (II).
- (Vom Rettenbachjoch): Vom Rettenbachjoch schwierig (III) über den mit zahlreichen Türmen versehenen Grat nach Norden. Man umgeht oder überklettert die Türme und gelangt in schwieriger Kletterei zum Gipfel.

## Impressionen

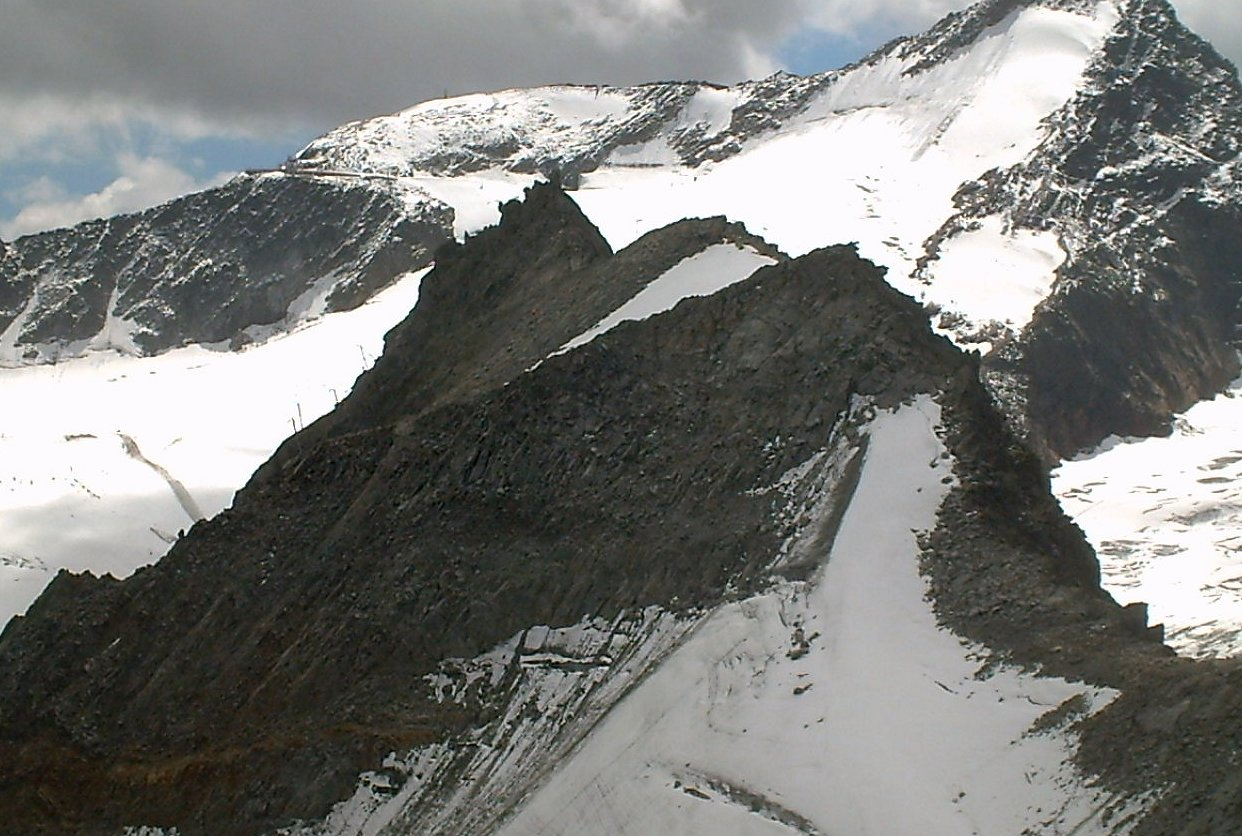
Karleskogel von Norden
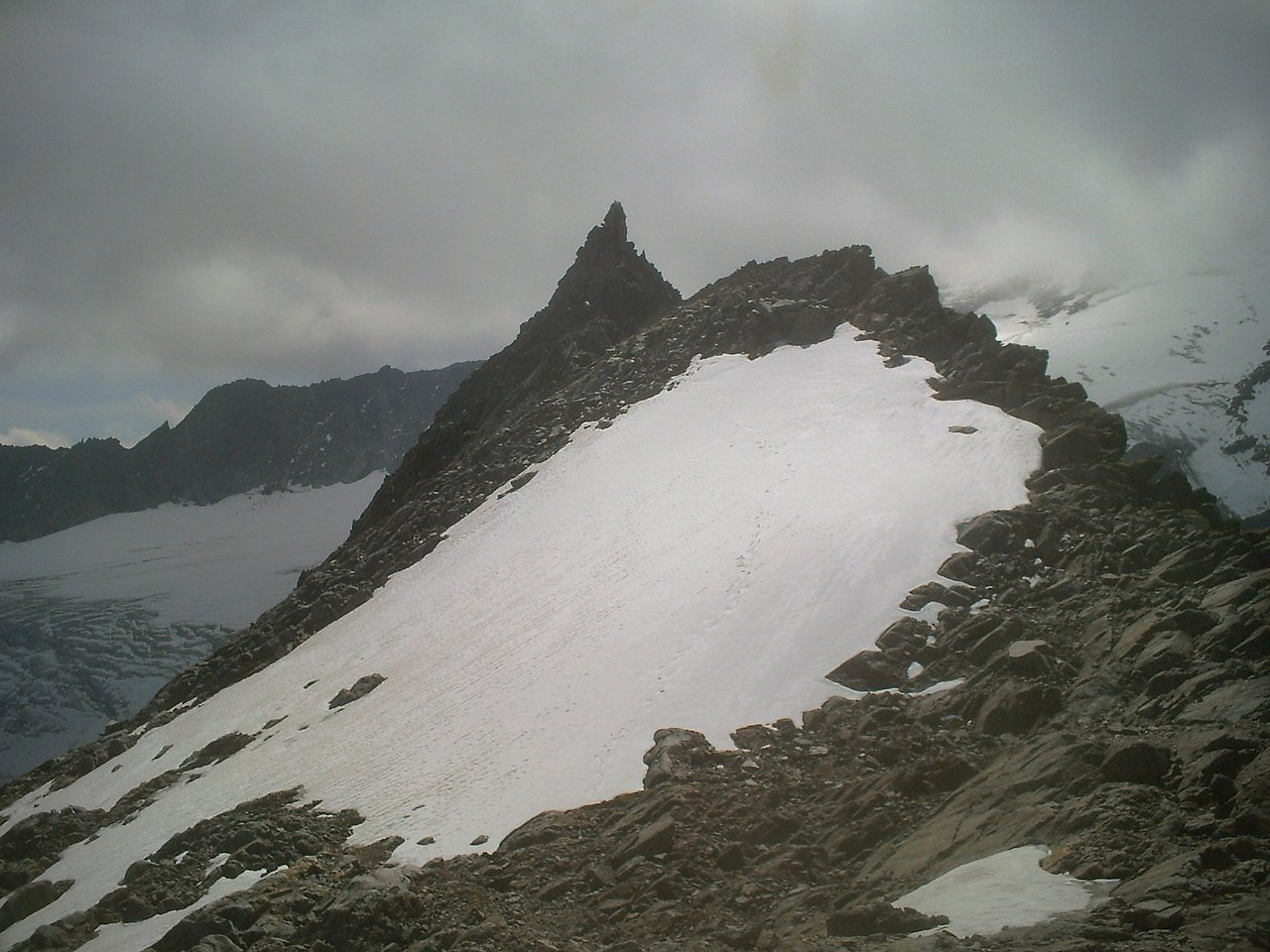
Auf der Hochfläche
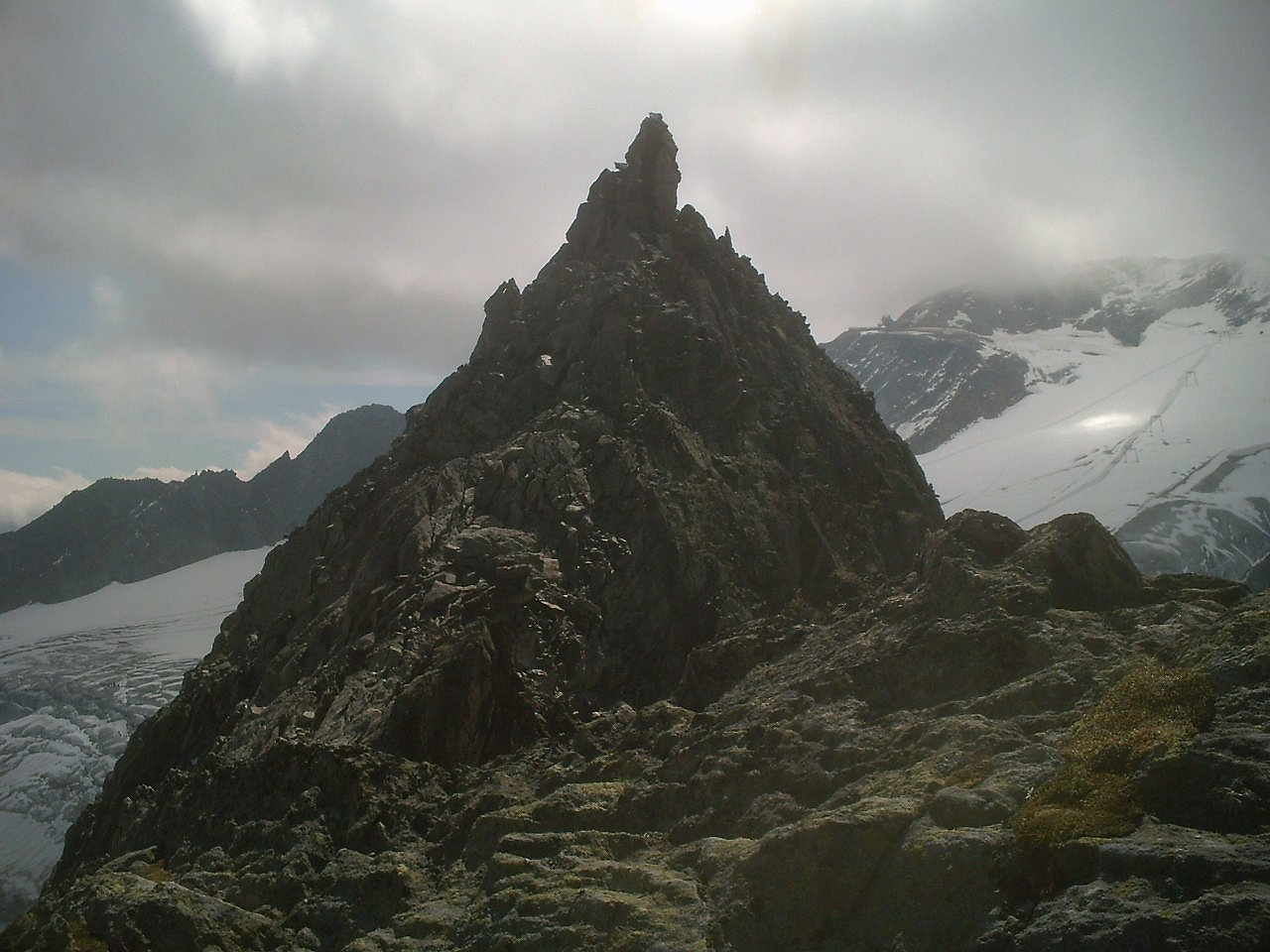
Der Gipfelaufbau des Karleskogels
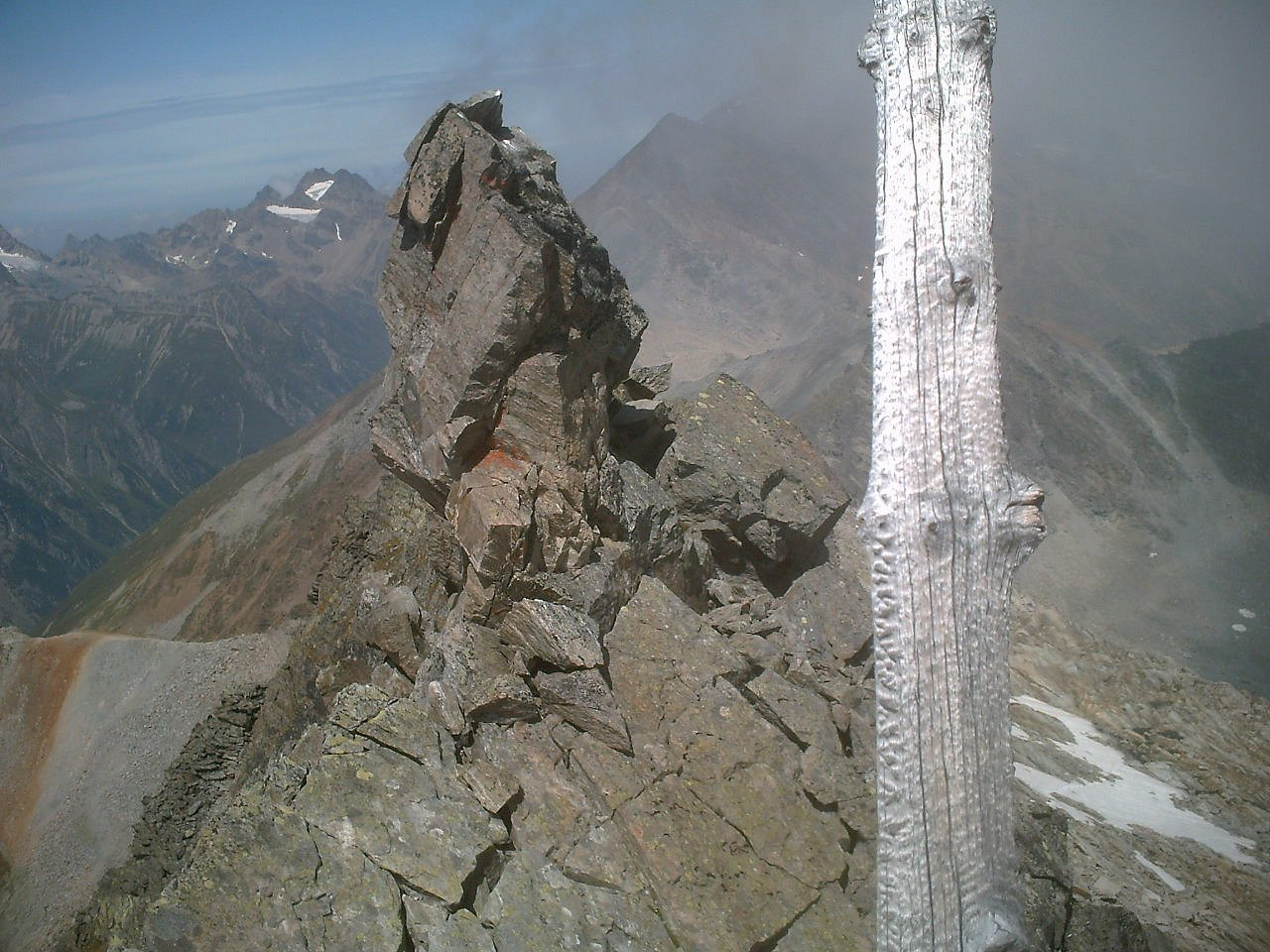
Am Gipfel